# HD 188753 A b
HD 188753 A b (inne nazwy: Ho 581 Ab, BD+41°3535 Ab) – hipotetyczna planeta pozasłoneczna okrążająca gwiazdę HD 188753 A, której odkrycie zostało ogłoszone 14 lipca 2005 przez doktora Macieja Konackiego, polskiego astronoma pracującego w Stanach Zjednoczonych.
Jeśli istnienie planety zostanie potwierdzone, będzie to druga planeta znajdująca się w potrójnym układzie gwiazdowym, po 16 Cygni B b. HD 188753 Ab należy do grupy tzw. gorących jowiszy, gazowych olbrzymów orbitujących bardzo blisko głównej gwiazdy. Potrzebuje ona zaledwie 3,3 dnia na wykonanie pełnego obiegu wokół gwiazdy, w odległości równej trzydziestej części dystansu między Ziemią a Słońcem. Temperatura powierzchni planety wynosi około 720 K.
Wokół gwiazdy centralnej krąży układ podwójny gwiazd z okresem wynoszącym 25,7 lat, a dwie gwiazdy tworzące ten układ obiegają wspólny środek masy w czasie 156 dni. Układ HD 188753 znajduje się 149 lat świetlnych od Ziemi w konstelacji Łabędzia.

## Nazwa
Oficjalną nazwą planety jest HD 209458 b, utworzona z oznaczenia gwiazdy w katalogu Henry’ego Drapera. Litera A jest standardowym oznaczeniem dla gwiazdy, wokół której krąży, co jest spowodowane położeniem w układzie wielokrotnym, natomiast litera b jest oznaczeniem dla pierwszej odkrytej planety w tym układzie. Innymi nazwami planety są Ho 581 Ab i BD+41°3535 Ab.
Planeta jest także nazywana Tatooine, co jest nawiązaniem do fikcyjnej planety z sagi Gwiezdnych wojen. Obie planety znajdują się w układzie wielokrotnym, co było powodem nadania jej takiej nazwy. W przeciwieństwie do planety z filmu, HD 188753 A b znajduje się w układzie potrójnym, podczas gdy Tatooine w układzie podwójnym.

## Kontrowersje
W lutym 2007 roku zespół Anne Eggenberger opublikował wyniki swoich badań, wskazujące, że w układzie HD 188753 nie ma żadnej planety. W swojej odpowiedzi dr Konacki zaznaczył, że grupa ta posługiwała się mniej dokładnym sprzętem i jej wnioski są zbyt daleko idące, ale dalsze badania tego systemu są przewidziane. Raport z 2009 roku, oparty na wcześniejszych pomiarach zespołu Eggenberger, ponownie nie potwierdza istnienia tej planety.